# MatPat
Matthew Robert Patrick, conhecido na Internet como Matpat, é um Youtuber americano. Ele é o criador e ex-apresentador dos canais Game Theory, Film Theory, Food Theory e Style Theory. Os canais, respectivamente, analisam jogos eletrônicos, filmes e séries, comida e moda. Eles são dedicados a "teorizar" sobre os seus respectivos assuntos. Inclusive, há o canal GTLive, onde Patrick grava sua jogatina de vários jogos. 
Sua série de episódios mais famosa são as teorias do jogo Five Nights at Freddy's, iniciada em 2014, a série possui 101 episódios, o primeiro tendo 33 milhões de visualizações em março de 2024.
Patrick anunciou que pararia de hospedar os canais em nove de janeiro de 2024, fazendo sua última teoria em nove de março de 2024. Os canais agora seriam hospedados por indivíduos diferentes. Para manter os seus inscritos atualizados sobre seus projetos, ele lançou o sítio Where's Matpat em março de 2024.

## Biografia
Matthew Robert Patrick nasceu em Medina, Ohio em 16 de novembro de 1986. O apelido MatPat de Patrick veio dos seus amigos quando ele estava na sexta série. Patrick era interessado por jogos eletrônicos desde sua infância, jogando jogos como Super Mario e Castlevania. Ele também era interessado por teatro, participando em apresentações escolares. Ele foi orador no colégio e conseguiu uma bolsa acadêmica na Universidade Duke. Depois de se graduar em 2009, ele se mudou para Nova York, passando dois anos desempregado. Não conseguindo encontrar um trabalho, Patrick criou o canal Game Theory, porém apenas para melhorar o seu currículo. Inspirado por um episódio sobre aprendizado tangencial de um canal chamado Extra Credits, Patrick teve a ideia de criar um programa que combinava educação e jogos, criando seu primeiro episódio em 2011.

### Crescimento do canal
Game Theory lentamente ganhou inscritos e os seus vídeos foram postados na página inicial de sítios famosos dedicados a jogos, como ScrewAttack e GameTrailers. Em 2012, Patrick inseriu duas novas secções, hospedados pelos YouTubers Gaijin Goombah, Ronnie Edwards e Austin Hourigan. Em 2014, Patrick lançou o canal Film Theory. Demonstrando o sucesso de Game Theory, apenas um mês após o lançamento de Film Theory, o canal já havia 1 milhão de inscritos.

### Colaborações
Em 2019, Patrick colaborou com a Nickelodeon para criar o programa Fact or Nicktion, onde ele analisava as séries da Nickelodeon, como Bob Esponja e Avatar. 
Patrick apareceu como um Cameo no filme Five Nights At Freddy's como um garçom.